# Bacino lipsiano

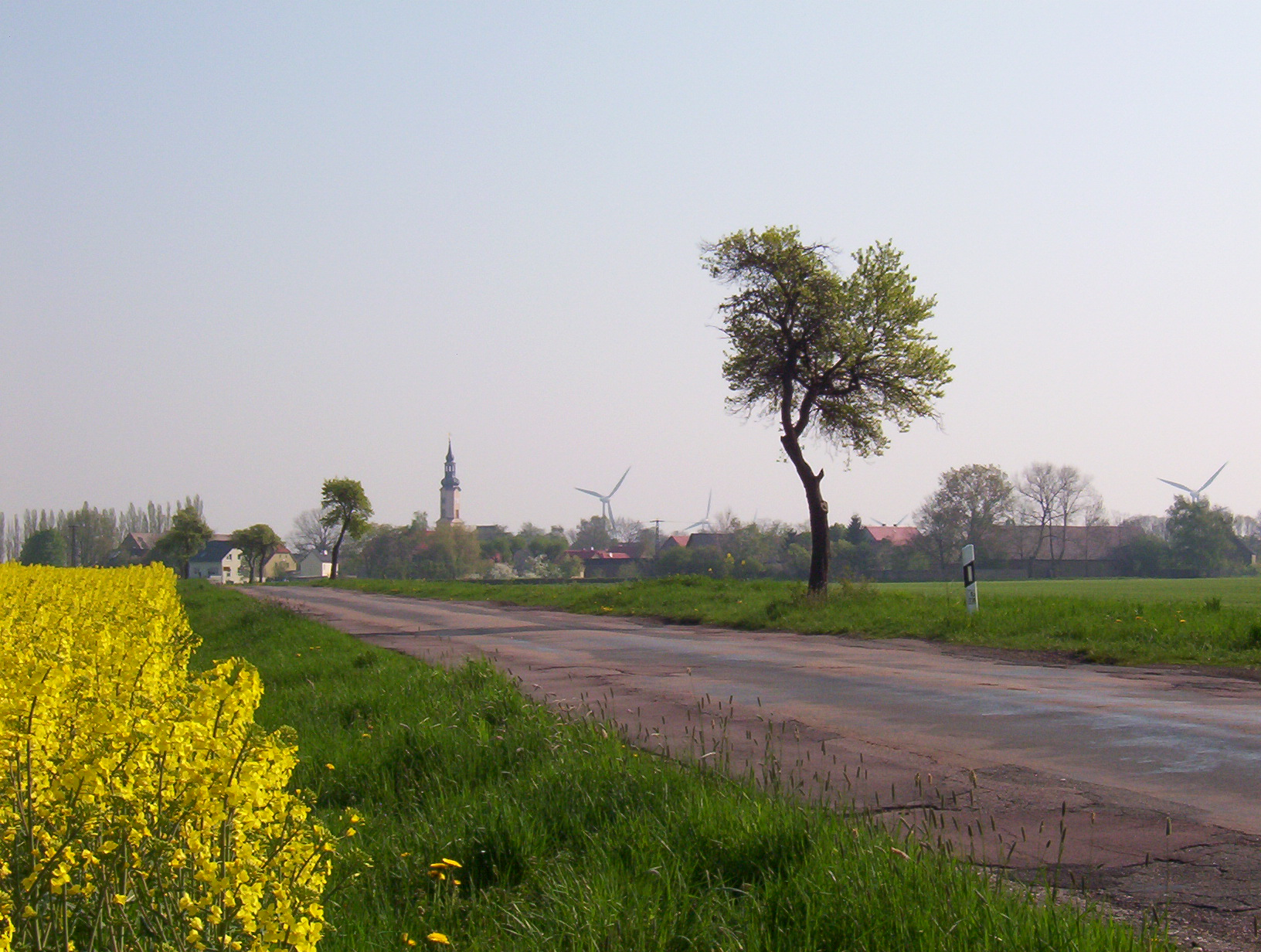
Paesaggio ad est di Lipsia

Il bacino lipsiano o bassopiano sassone (in tedesco Leipziger Tieflandsbucht) è una regione pianeggiante e fertile situata tra il nord-ovest della Sassonia ed il sud-est della Sassonia-Anhalt, in Germania, nell'area intorno alla città di Lipsia.
La regione è delimitata a nord dalla Brughiera di Düben, ad est dal fiume Elba, a sud dall'Altopiano sassone e ad ovest dal fiume Saale. In origine il territorio era coperto da laghi, fiumi e foreste, ed è stato profondamente trasformato dalle attività umane con l'estrazione della lignite in miniere a cielo aperto, la canalizzazione dei corsi d'acqua ed un esteso disboscamento.